# Greatest Hits Mix
Greatest Hits Mix es uno de los primeros álbumes compilatorios de canciones del dúo alemán Modern Talking. 
Fue publicado en 1988 (un poco después de la desintegración del dúo) solamente para el mercado español por la división de la discográfica BMG, BMG Ariola España. Esto lo convierte en una rareza en comparación con otras ediciones publicadas por la división alemana que tiene un mercado más grande. 
Las mejores canciones de los primeros 6 álbumes (1985-1987) se incluyeron en la lista de temas. Lo curioso es que la "carta de presentación del grupo" - la canción "You're My Heart, You're My Soul" es la número nueve del álbum, es decir, en la mitad del disco, lo cual no es algo típico en compilaciones de este tipo. De este álbum recopilatorio se promocionó un sencillo en España, "Hits Megamix" consiguió llegar al puesto #11 en la lista de dicho país.

## Lista de canciones
| #  | Título                                                                                             | Tiempo |
| -- | -------------------------------------------------------------------------------------------------- | ------ |
| 1. | "Brother Louie/Geronimo's Cadillac/You Can Win If You Want/Lucky Guy" (Dieter Bohlen)              | 13:02  |
| 2. | "Atlantis Is Calling/Hey You/Charlene/Don't Worry" (Dieter Bohlen)                                 | 12:31  |
| 3. | "You're My Heart, You're My Soul/In 100 Years/Telegram to Your Heart/Jet Airliner" (Dieter Bohlen) | 12:54  |
| 4. | "Cheri Cheri Lady/Sweet Little Sheila/Lonely Tears In Chinatown/Heaven Will Know" (Dieter Bohlen)  | 14:02  |

## Créditos
- Letra: Dieter Bohlen
- Música: Dieter Bohlen
- Arreglos: Dieter Bohlen
- Producción: Dieter Bohlen
- Coproducción: Luis Rodríguez
- Remix y producción adicional: Rebeldes Sin Pausa
- Diseño: BMG Ariola España - Studio Máximo Raso

- Datos: Q81402